# Repeat after me
Repeat After Me  es el octavo álbum de estudio de la banda Los Amigos Invisibles. Fue lanzado al mercado en abril de 2013.

## Lista de canciones
1. Intro
2. La Que Me Gusta
3. Corazón Tatú
4. Sex Appeal
5. Río Porque No Fue Un Sueño
6. Stay
7. Mostro
8. Like Everybody Else
9. Hopeless Romance
10. Reino Animal
11. Robot Love
12. Invisible Love
13. Voltaren's Dream